# Aviva Stadion
Az Aviva Stadion (ír nyelven Staid Aviva) Írország fővárosának, Dublinnak a sportstadionja. A létesítmény befogadóképessége 51 700 fő. A stadion az ország első és egyetlen UEFA ötcsillagos stadionja. 2011-ben itt rendezték az Európa-liga döntőjét.

## Fontosabb mérkőzések
| Esemény  | Dátum           | Pályaválasztó | Vendég   | Eredmény |
| -------- | --------------- | ------------- | -------- | -------- |
| EL-döntő | 2011. május 18. | FC Porto      | SC Braga | 1–0      |

## Külső hivatkozások
- Hivatalos oldal (angol)